# Kappel
Kappel é uma comuna da Suíça, no Cantão Soleura, com cerca de 2.646 habitantes. Estende-se por uma área de 5,09 km², de densidade populacional de 520 hab/km². Confina com as seguintes comunas: Boningen, Gunzgen, Hägendorf, Olten, Rickenbach, Wangen bei Olten.
A língua oficial nesta comuna é o Alemão.

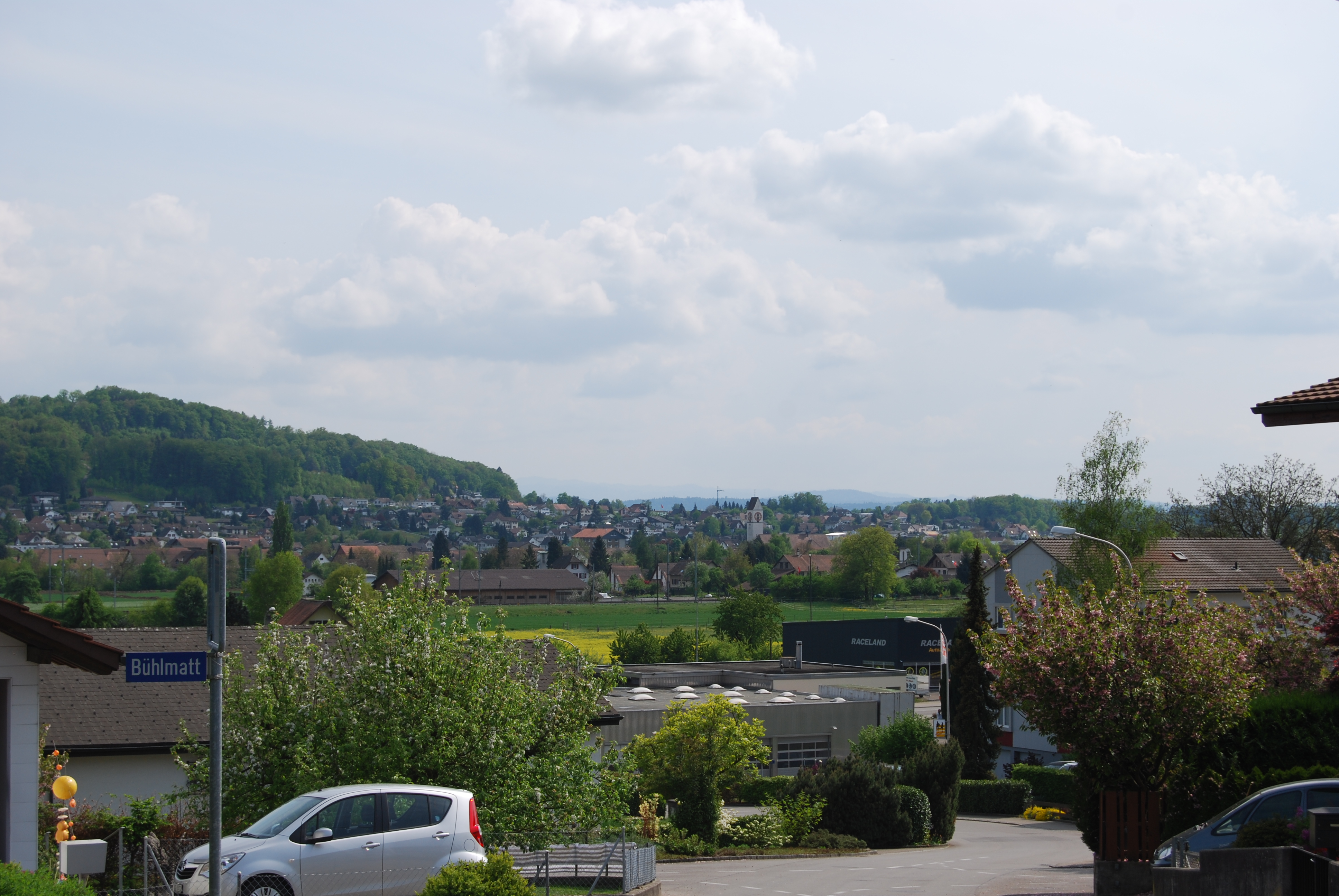
Kappel